# Zamarada pyrocincta
Zamarada pyrocincta là một loài bướm đêm trong họ Geometridae.